# Clipped
Clipped är en amerikansk biografisk sport- och dramaserie som hade premiär på Disney+ den 6 juni 2024. Första säsongen består av sex avsnitt, och är skapad av Gina Welch.

## Handling
Filmen kretsar kring Los Angeles Clippers ägare Donald Sterling och jakten på att vinna mästerskapet.

## Rollista (i urval)
- Laurence Fishburne - Doc Rivers
- Ed O'Neill - Donald Sterling
- Jacki Weaver - Shelly Sterling
- Cleopatra Coleman - V. Stiviano
- Kelly AuCoin - Andy Roeser
- J. Alphonse Nicholson - Chris Paul
- Rich Sommer - Seth Burton
- Corbin Bernsen - Pierce O'Donnell
- Clifton Davis - Elgin Baylor
- Harriet Sansom Harris - Justine